# August Wilhelm của Phổ
August Wilhelm là một hoàng thân nước Phổ. Ông sinh vào ngày 9 tháng 8 năm 1722 tại kinh thành Berlin, là con của Friedrich Wilhelm I của Phổ và Sophia Dorothea của Đại Anh, nguyên là Công nương xứ Hanover. Tuy không tài ba như vua anh Friedrich II Đại Đế và hoàng đệ Friedrich Heinrich Ludwig, ông tham chiến mãnh liệt trong lực lượng Quân đội Phổ. Tuy nhiên, binh nghiệp của ông kết thúc bi kịch vào đầu cuộc Chiến tranh Bảy Năm, khi ông bị người Áo đánh lừa và mất luôn kho đạn tại Zittau. Vua anh Friedrich II Đại Đế cả giận và coi ông là vị tướng hèn nhát của Quân đội Phổ.

## Tiểu sử
Ông là em trai của Vương nữ Wilhelmine (sau là Nữ Bá tước xứ Brandenburg-Bayreuth), Hoàng thái tử Friedrich II Đại Đế (sau là Quốc vương Friedrich II Đại Đế nước Phổ) và Công chúa Louisa Ulrika (sau là Hoàng hậu nước Thụy Điển). Ông có hai người em trai là Heinrich và August Ferdinand, và vài người em gái. Năm lên 4 tuổi, ông được vua cha Friedrich Wilhelm I cưng chiều hơn hẳn người anh Friedrich của ông. Thiếu thời, ông cùng Friedrich II thường dùng bữa tối với vua cha. Trong các bữa ăn, August Wilhelm thường trò chuyện thân mật với vua cha, trong khi Friedrich phải cắt thịt. Vua Friedrich Wilhelm I yêu thương August Wilhelm hơn hẳn Friedrich. Khi August Wilhelm đùa sẽ chặt ngón tay của vua cha, nhà vua liền lấy một con dao lớn ra. Người ta kể rằng vị Hoàng tử mặt tái lại, nhưng bỗng vui sướng tột độ: "Phụ vương ơi, Người thật yêu quý con quá nên Người mới phải làm như vậy" Vua cha bèn xoa đầu ông. Một ngày Chủ Nhật, khi vua cha Friedrich Wilhelm I gọi ông ra hỏi: "Hoàng nhi nhớ được gì về bài thuyết giáo của ông Freylinghausen không?", August Wilhelm rất bình tĩnh liền hỏi lại: "Thế còn Phụ vương thì sao" làm cho nhà vua và bá quan văn võ cười phá lên. Vào năm 1730, khi Hoàng thái tử Friedrich toan trốn khỏi nước Phổ cùng người bạn hữu để thoát khỏi sự giáo huấn nghiêm khắc của vua cha, Quốc vương Friedrich Wilhelm I giận quá bèn tống giam Friedrich tại thành trì Küstrin, trảm quyết bạn thân của Friedrich và định truyền ngôi Thái tử cho August Wilhelm vì Quốc vương rất thương yêu vị Hoàng tử. Nhưng rồi, Friedrich đã xuống nước giảng hòa với vua cha. Sau đó, tại điền trang ở Rheinsberg, Friedrich lập ra hội bàn tán binh pháp, trong đó Hoàng tử August Wilhelm cũng tham gia.

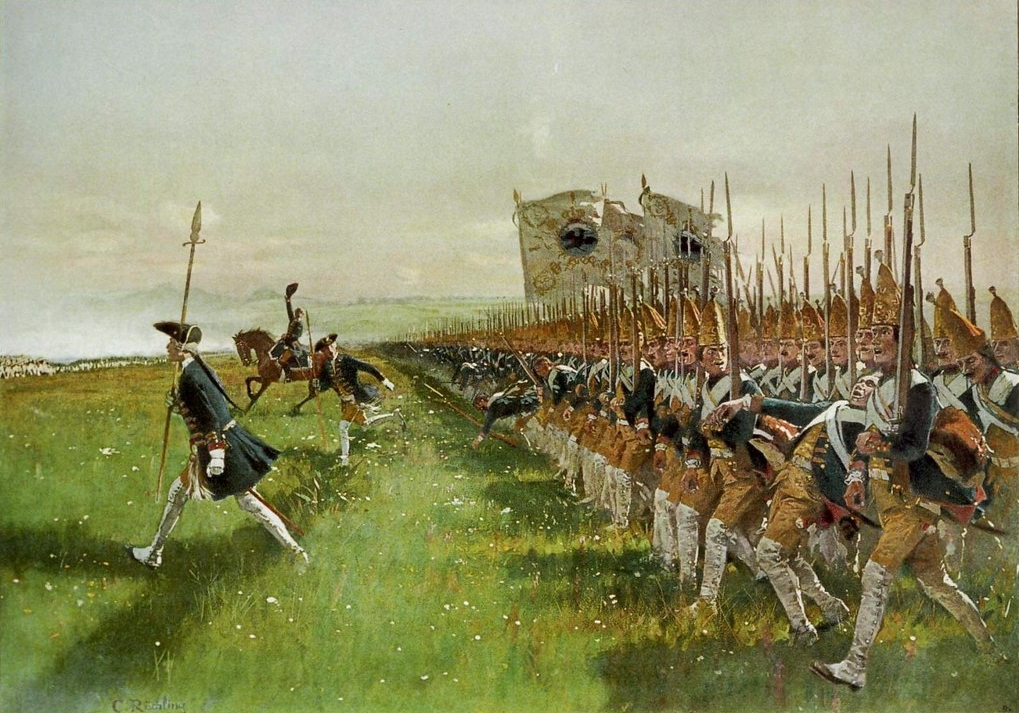
Đại thắng vang lừng tại Hohenfriedeberg (1745)

Sau khi vua cha Friedrich Wilhelm I qua đời vào năm 1740, tân Quốc vương Friedrich II Đại Đế lên nối ngôi báu, liền xuất binh phát động ba cuộc Chiến tranh Silesia (1740 - 1763) chống lại Đế quốc Áo do Nữ hoàng Maria Theresia trị vì. Cũng như những người em của ông, August Wilhelm là một thống soái của Quân đội Phổ phò tá vua anh. Là một vị Quốc vương thiên tài và có tính khinh người, vua anh coi August Wilhelm và các Hoàng đệ giống con mình hơn là em mình, và không thiên vị các Hoàng đệ hơn so với các vị tướng lĩnh khác trong Quân đội Phổ. Trong số các em trai của Quốc vương, August Wilhelm lớn nhất và ông sinh 10 năm sau vua anh. August Wilhelm là một người biết tuân phục, rất hám gái và không quá thông minh. Trong cuộc Chiến tranh Silesia lần thứ nhất (1740 - 1742), trước trận kịch chiến đầu tiên tại Mollwitz (1741), khi nghĩ mình khó thể sống nỗi vua anh Friedrich II Đại Đế đã ngự bút viết thư gửi cho ông, theo đó khuyên ông - một khi lên ngôi Quốc vương - nhớ trông cậy vào những cận thần đáng kính mà đang được Quốc vương sủng ái. Nhưng rồi các chiến binh tinh nhuệ Phổ đã đánh tan nát quân Áo trong trận đánh đầu tiên này. Sang năm 1742, khi nhà vua lại thân hành xuất đại binh, Hoàng tử August Wilhelm thân chinh và chiến đấu dũng mãnh trong trận đánh lớn ở Chotusitz (1742) trong cuộc Chiến tranh Silesia lần thứ nhất (1740 - 1742) - một chiến thắng vang dội của đội hùng binh mãnh tướng Phổ. Nữ hoàng Maria Theresia hoảng sợ, phải ký kết Hiệp định Breslau mà cam chịu thất bại trước Quốc vương Friedrich II Đại Đế (1742).
Do Quốc vương Friedrich II Đại Đế không có con, nhà vua phán Hoàng đệ August Wilhelm: "Hoàng đệ là người thừa kế duy nhất của Quả Nhân". Việc kế vị Phổ được ổn định, đó là nhờ vợ của ông sinh hạ một hoàng nam là Friedrich Wilhelm vào ngày 25 tháng 6 năm ấy. Vào ngày 28 tháng 6 năm 1744, hai ngày trước khi làm Hoàng thái đệ, ông được vua anh ban cho một điền trang tại Orianenburg, để ổn định cho Hoàng gia. Vào ngày 30 tháng 6 năm 1744, trước khi cuộc chiến tranh Silesia lần thứ hai (1744 - 1745) chấm dứt, nhà vua ban bố Thánh chỉ theo đó August Wilhelm trở thành "Hoàng thái tử nước Phổ", "thế thôi chứ không có một cái Vương hiệu kiểu đạo Chúa hay là tên nào nữa", như thế August Wilhelm chính thức trở thành người kế vị ngai vàng Phổ.
Trong cuộc Chiến tranh Silesia lần thứ hai, khi vua anh thân hành khởi binh phạt Áo vào năm 1744, vào năm 1744, ông cùng với em là Hoàng tử Friedrich Heinrich Ludwig thân chinh chỉ huy một chi đội của vua anh. Chiến dịch này kết thúc trong thất bại của nhà vua và toàn quân, tạo lợi thế cho tướng sĩ của Nữ hoàng Áo. Nhưng sau đó, ông lại thân chinh cùng vua anh và chiến đấu dũng mãnh hai trận đánh khốc liệt tại Hohenfriedberg và Soor (đều vào năm 1745), cả hai trận quyết chiến này đều là những chiến thắng huy hoàng của toàn quân Phổ.. Cuối năm 1745, cuộc Chiến tranh Silesia kết thúc với thắng lợi của nước Phổ. Vào năm 1748, danh tướng Pháp là Maurice de Saxe đến thăm kinh đô Potsdam và yết kiến nhà vua nước Phổ, August Wilhelm sau đó đã dâng cho vua anh cuốn sách binh pháp trứ danh của Maurice de Saxe. Cùng năm đó, ông tiến hành diễn tập cùng với hoàng đệ Heinrich và các chiến binh tinh nhuệ. Vào năm 1752, nhà vua viết Di chúc Chính trị ban cho August Wilhelm, để răn dạy ông những điều cần làm một khi ông lên nối ngôi báu. Thế rồi Maria Theresia liên minh với các liệt cường khác như Nga và Pháp hòng trả thù vua Friedrich II Đại Đế, nhưng Quốc vương lại xuất đại binh tiến đánh và cuộc Chiến tranh Bảy Năm bùng nổ vào năm 1756. August Wilhelm và Heinrich đã công khai chỉ trích đường lối chiến tranh của vua anh. Vào năm 1757, có lần ông lớn tiếng tố cáo và có viết thư gửi về các triều thần ở kinh thành Berlin để thể hiện sự không bằng lòng của ông với sủng thần của nhà vua là mãnh tướng Hans Karl von Winterfeldt. Vua Friedrich II Đại Đế thân chinh công thành Praha (Bohemia) vào năm 1757, và thắng lớn nhưng sau đó lại bị quân Áo đánh bại, nhà vua thống lĩnh đạo quân thứ nhất và giao cho August Wilhelm chỉ huy đạo quân Phổ thứ hai tiến hành lui binh.
Nhưng sau đó, Thống chế Áo là Leopold Joseph von Daun vẫn giữ vững được Quân đội của ông ta, nên có thể truy kích. Ông ta có đến 93 nghìn quân tinh nhuệ trong khi August Wilhelm chỉ 34 nghìn binh sĩ, trong đó bao gồm những bại binh tại Kolín. Nhà vua lại cho rằng đạo quân của August Wilhelm đã đủ mạnh để có thể gạt tan hiểm họa, hoặc ít nhất là hoàn thành việc này khi có viện binh đến. Do đó, Quốc vương Friedrich II Đại Đế khuyên hoàng đệ hãy cố gắng trụ lại tại xứ Bohemia cho đến giữa tháng 8, nếu cần thiết. Quốc vương phán quyết rằng, điều cần thiết là phải đóng quân ở mọi con đường đi hướng Bắc và phải bảo tồn kỹ càng kho đạn và quân nhu vì toàn quân luôn phải lệ thuộc vào những yếu tố này. Nếu quân Áo kéo về phías Bắc thì August Wilhelm phải đóng quân tại các vị trí kiên cố, tạo điều kiện cho ông đánh lui các cuộc tiến công của quân Áo. Nhưng Quốc vương không thể nào ban huấn lệnh rõ cho August Wilhelm vì mọi việc ông làm ở đây đều lệ thuộc vào mưu kế của địch quân. Vào tháng 7 năm 1757, August Wilhelm có thư hỏi vua anh nên hành binh về đâu, nhưng vua Friedrich II Đại Đế hồi âm rằng ông khó có thể gợi ý cho Hoàng đệ, trong tâm trạng lo lắng. Thế rồi August Wilhelm đã thất bại: ông bị tướng giặc Daun đẩy vào một loạt cuộc vây hãm vô nghĩa, cuộc hành quân tai hoạ, và làm cho ông mất luôn cả trang bị cầm tay lẫn pháo binh. Kho đạn Zittau rơi vào tay quân Áo, chính bọn họ đã chặn đường quân Phổ ở đây góp phần làm cuộc lui quân bị thảm họa. Thành thử ông - lúc này đang bị bệnh - cứ phải lui binh từ xứ Bohemia về vùng Hạ Silesia, khiến cho quân Phổ trở nên khó khăn và vua anh lâm vào tình thế "thập tử nhất sinh". Điều này làm cho vua anh Friedrich II Đại Đế quá giận dữ và ngự bút viết một loạt bức thư chửi bới August Wilhelm, tỷ như "Ngươi chỉ là một tên tướng đáng khinh"; trong bức thư gửi chị mình là Công nương Wilhelmina xứ Bayreuth, nhà vua chê em trai mình là thằng ngốc ("sottise"). Sau đó, Quốc vương thân chinh từ Leitmeritz đến Lusatia, để hội kiến thật nhanh với August Wilhelm. Thế rồi, tại Bautzen, xứ Sachsen, ông hội kiến của đại quân của vua anh (vua anh Friedrich II Đại Đế đến nơi hai ngày sau khi ông đến đây). Cùng với các tướng lĩnh dưới quyền, ông tiến đến yết kiến vua Friedrich II Đại Đế. Nhà vua đứng nhìn, nhưng đột ngột quay lưng lại và chẳng nói một câu nào cả. Cả đạo quân của August Wilhelm đều suy nhược. Vài tiếng sau, nhà vua giao cho Tướng quan Goltz một thông điệp như sau, đễ Goltz gửi lại cho August Wilhelm:
| “                     | Nói với Hoàng đệ và bọn tướng lĩnh của hắn rằng Trẫm phải chặt hết đầu của bọn chúng. | ” |
| — Friedrich II Đại Đế |                                                                                       |   |

Điều này khiến cho August Wilhelm cực kỳ tuyệt vọng, và do đó ông đã khóc, lại còn trình lên nhà vua một thỉnh cầu, xin vua anh cho phép mang ra tòa án quân sự để xét xử. Dù chính Quốc vương Friedrich II Đại Đế nói rằng Quốc vương vẫn còn yêu quý ông, nhưng nhà vua vẫn phán:
| “                     | Hoàng đệ đã làm cho tình hình đất nước của Trẫm hết sức nguy kịch. Không phải quân thù, mà là những bước đường sai lầm mà Ngươi đi đã tiêu diệt Trẫm... Tai của Ngươi chỉ nghe nổi lời bọn nịnh thần, nhưng Daun không phải là kẻ nịnh thần với Ngươi, như ngươi đã thấy hắn. Thiết nghĩ trong tình thế tệ hại như thế này Trẫm không còn gì nửa, chỉ có thể nắm lấy những cơ hội thật quá hiếm hoi. Quả nhân sẽ đấu tranh, và sẽ cùng ba quân ngã xuống nếu không thể thắng nổi cường địch... Thất bại mà Trẫm đang phải hứng chịu một phần là do Hoàng đệ gây ra. Ngươi và quan quân dưới quyền của Ngươi phải chịu nỗi đau thất bại còn hơn cả Quả nhân đây. | ” |
| — Friedrich II Đại Đế | |   |

Nhà vua nói thẳng thắn rằng Hoàng đệ nên giải ngũ Quân đội đi thì hơn. Do làm phụ lòng Quốc vương, Quốc vương nổi trận lôi đình và mắng ông là một thằng nhóc hư hỏng. Bị lăng mạ đến vậy, nỗi đau của vị Hoàng tử càng gia tăng, ông ngày càng khó thể nào giữ bình tĩnh, nhưng theo lời khuyên của lão tướng Eichel, ông từ bỏ Quân đội và hoàn toàn rút về. Nhưng khi ông tuyên bố giải ngũ rồi vua anh vẫn gửi những bức thư khủng khiếp: "Hoàng đệ muốn bỏ chạy ? Để trốn đi, trong lúc Trẫm và Ba quân phải đấu tranh ? Vì sao Trẫm và Ba quân lại phải chiến đấu bảo vệ nước Phổ cho Ngươi và gia đình Ngươi nhỉ ?", và cho rằng lời thỉnh cầu của August Wilhelm thật đáng xấu hổ. Tuy công khai súc siểm ông là kẻ đê hèn, sau này nhà vua khẳng định với August Wilhelm rằng Quốc vương không có ý tố cáo ông là hèn nhát, nhưng những câu chửi của Quốc vương thật quá nặng nề và nhiều chiến binh cho rằng Quốc vương chửi quá lố mà không để ý đến những điều có thể được biện minh. Sự sa thải August Wilhelm của vua Friedrich II Đại Đế trở thành đề tài bàn luận tại chốn kinh kỳ Berlin, người ta kể rằng nhà vua phán August Wilhelm chỉ xứng đáng nắm giữ một cái hậu cung của bọn đàn bà. "Đây là vai trò chuẩn xác đối với một đương kim Thái tử của nước Phổ" - nhà vua nói vậy giữa trận lôi đình của mình, và khuyên các hoàng thân quốc thích hãy coi đó là bài học cho mình phải quả cảm, cương quyết, không có mà hèn nhát. Tuy nhiên, tình hình toàn quân Phổ và quân nhu trở nên thật nghiêm trọng. Vào ngày 30 tháng 7 năm 1757, nhà vua ngự bút ghi rằng em trai của ông, do "đường lối chỉ huy tồi tệ" (mauvaise conduite) đã đẩy tất cả mọi thứ vào cảnh nguy kịch. August Wilhelm cực kỳ đau khổ và ông cho rằng nhà vua ăn nói thật vô lý. Các bạn hữu của ông cho rằng ông đã không nhận được sự chỉ đạo rõ ràng của vua anh nên mới ra nông nỗi sai lầm, vả lại trái tim của vua anh đang bị giày xéo vì thất bại trong cuộc công hãm thành Praha vào năm 1757. Vua Friedrich II Đại Đế là một vị Quốc vương khe khắt và August Wilhelm chỉ là một trong những nhân vật bị Quốc vương bạc đãi như vậy. Trước khi rút đi, ông ở lại doanh trại trong vài ngày và có thỉnh tấu vua anh cho đến ở Dresden, nhà vua khi hay tin đã phán quyết:
| “                     | Hắn muốn đi đâu thì đi! | ” |
| — Friedrich II Đại Đế |                         |   |

Từ đây August Wilhelm bị buộc không bao giờ được vào chầu vua anh nữa. Đau đớn, ông viết thư cho em dâu mình (vợ của Hoàng tử Friedrich Heinrich Ludwig) mà chê trách vua anh. Ông trở về điền trang Orianenburg và đổ lỗi cho dũng tướng Winterfeldt - vị thống soái tài giỏi đã tham gia trong cuộc lui binh của ông. Song ông vẫn lên kinh, và lúc thì ngự tại điền trang, lúc thì ngự ở kinh kỳ Berlin. Sau khi đuổi August Wilhelm ra khỏi Quân đội Phổ một cách tàn bạo như vậy, Quốc vương Friedrich II Đại Đế thăng quan cho người em trai tài giỏi hơn của ông là Friedrich Heinrich Ludwig, dù nhà vua cũng nhiều lần bất hòa với Hoàng tử này. Cuối năm 1757, nhà vua thân chinh xua đại binh đại phá tan nát liên quân Pháp - Đế quốc La Mã Thần thánh trong trận đánh tại Rossbach, sau đó kéo rốc về tỉnh Silesia và giáng một đòn sấm sét vào đại quân Áo trong trận đánh ác liệt ở làng Leuthen, cứu vãn Vương quốc Phổ. Hoàng đệ xấu số August Wilhelm hay tin chiến thắng rực rỡ đã viết thư ca ngợi chiến công hiển hách của vua anh. Đức Vua Friedrich II Đại Đế phán quyết rằng ông lạ gì August Wilhelm có những lời tán dương lên đến chín tầng mây như thế, nhưng giá như vị Hoàng đệ tham chiến và phò tá ông đại thắng tại trận Leuthen sẽ hay hơn là chui rúc vào thành phố Orianenburg như thế.
Lúc đó August Wilhelm đã sắp chết, và mặt khác ông vẫn thường kịch liệt chỉ trích Đức Vua. Bệnh tật và căng thẳng đã khiến cho vị Hoàng tử không thể nào sống lâu được trong sự thất sủng của vua anh, ít lâu sau đó ông từ giã cõi đời vào ngày 12 tháng 6 năm 1758 tại Oranienburg, trong một cơn đau và trong nỗi buồn bã. Ông là vị tướng được lòng ba quân, do đó các binh sĩ đều thương tiếc ông và họ khóc trong nhiều ngày. Khi ấy vua anh Friedrich II Đại Đế có nằm mộng thấy tiên vương Friedrich Wilhelm I lệnh cho August Wilhelm cùng với chị của ông là Công chúa Wilhelmina tiến lên phía trước, và đến ngày 18 tháng 6 thì Quốc vương hay tin Hoàng đệ đã xấu số qua đời. Nhà vua liền hỏi "Vì sao" thì người lính lệ thưa rằng "do quá buồn bã". Nhà vua tuy đang bực nhưng cũng ăn năn hối hận. Vua anh khóc nhiều và vô cùng buồn bã, và cứ dong ngựa đi lại một mình trong khoảng thời gian lâu. Nhà vua tin rằng những huấn lệnh của mình trong lần đấy đã đủ để August Wilhelm hoàn thành nhiệm vụ. Tại miền Kleve và Mark đang phải chịu ách đô hộ của quân Áo, nhân dân yêu nước Phổ vận trang phục đen để khóc thương cho ông. Không lâu sau khi hoàng đệ từ trần thì đến lượt hoàng tỷ Wilhelmina về cõi vĩnh hằng. Sau khi Hoàng đệ mất, nhà vua phong con trưởng của August Wilhelm là Friedrich Wilhelm làm Hoàng thái tử: dù rằng Quốc vương không ưa cả Friedrich Wilhelm lẫn người mẹ của Hoàng thân này là Vương phi Louise Amalie của Brunswick-Lüneburg - góa phụ của Hoàng tử August Wilhelm, Quốc vương không hề phản đối việc Friedrich Wilhelm làm Thái tử thay cho cha mình. Vào năm 1763, cuối cùng thì Quốc vương cũng toàn thắng cuộc Chiến tranh Bảy Năm trước liên quân Áo - Nga - Pháp. Cậu con thứ của August Wilhelm là Heinrich được Quốc vương yêu thương, nhưng yểu mệnh mất sớm vào năm 1767. Trong thập niên 1770, Quốc vương Gustav III lên ngôi báu Thụy Điển, do là con của Công chúa Louisa Ulrika nên vị tân Quốc vương Thụy Điển cũng là cháu gọi bằng cậu của vua anh Friedrich II Đại Đế và Hoàng đệ August Wilhelm. Sau khi Quốc vương Friedrich II Đại Đế về cõi vĩnh hằng vào năm 1786, Friedrich Wilhelm lên nối ngôi tức Quốc vương Friedrich Wilhelm II. Vương triều Hohenzollern tiếp tục truyền ngôi qua các đời con cháu của Friedrich Wilhelm II, do đó vị Quốc vương cuối cùng của nước Phổ là Wilhelm II là hậu duệ của August Wilhelm.
Trong các tác phẩm Oeuvres (26) và Volz, Brie fwechsel Friedrichs des Grossen mit seinem Bruder Prinz August Wilhelm có các bức thư giữa vua anh Friedrich II Đại Đế và August Wilhelm. Trong những Hồi ký của mình, Quốc vương không có đề cập gì đến cậu em "đê hèn" của mình. Nhưng cuối đời (1779), Quốc vương cho xây đài tưởng niệm Hoàng đệ August Wilhelm cùng với các dũng tướng trong các cuộc Chiến tranh Silesia tàn khốc.

## Gia quyến
Ông kết hôn với Công nương Louise Amalie của Brunswick-Wolfenbüttel - em gái của Hoàng hậu Elisabeth Christine vợ vua anh Friedrich II Đại Đế. Hôn lễ được tiến hành vào ngày 6 tháng 1 năm 1742. Họ có những người con sau đây:
- Quốc vương Friedrich Wilhelm II của Phổ (Còn gọi là Heinrich[65]) (1744–1797)
  - kết hôn (1) với Elisabeth Christine xứ Brunswick-Lüneburg. Họ có một người con là Công chúa Frederica Charlotte của Phổ (1767–1820), vợ của Hoàng tử Frederick, Quận công xứ York và Albany, con trai thứ của Quốc vương George III của Anh.
  - kết hôn (2) với Công nương Frederika Louisa xứ Hesse-Darmstadt và có con.
- Vương tôn Heinrich của Phổ (1747–1767), mất sớm không có con.
- Vương tôn nữ Wilhelmine của Phổ (1751–1820) kết hôn với William V, Vương công xứ Orange và có con.
- Vương tôn Emil của Phổ (1758–1759) bị chết non.

## Tổ phụ
| \| \| \| \| \| \| \| \| \| \| \| \| \| \| \| \| \| \| \| \| 16. Georg Wilhelm, Tuyển hầu tước xứ Brandenburg \| \| \| \| \| \| \| \| \| \| \| \| \| \| \| \| \| \| \| \| \| \| \| \| \| \| \| \| \| \| \| \| \| \| \| \| \| \| \| \| \| \| \| \| \| \| \| \| \| \| \| \| \| \| 8. Friedrich Wilhelm I xứ Brandenburg \| \| \| \| \| \| \| \| \| \| \| \| \| \| \| \| \| \| \| \| \| \| \| \| \| \| \| \| \| \| \| \| \| \| \| \| \| \| \| \| \| \| \| \| \| \| \| \| \| \| \| \| \| \| 17. Elizabeth Charlotte của lãnh địa Sứ qthe Palatinate \| \| \| \| \| \| \| \| \| \| \| \| \| \| \| \| \| \| \| \| \| \| \| \| \| \| \| \| \| \| \| \| \| \| \| \| \| \| \| \| \| \| \| \| \| \| \| \| \| \| \| \| \| \| 4. Friedrich I của Phổ \| \| \| \| \| \| \| \| \| \| \| \| \| \| \| \| \| \| \| \| \| \| \| \| \| \| \| \| \| \| \| \| \| \| \| \| \| \| \| \| \| \| \| \| \| \| \| \| \| \| \| \| \| \| 18. Frederick Henry, Vương công xứ Orange \| \| \| \| \| \| \| \| \| \| \| \| \| \| \| \| \| \| \| \| \| \| \| \| \| \| \| \| \| \| \| \| \| \| \| \| \| \| \| \| \| \| \| \| \| \| \| \| \| \| \| \| \| \| 9. Nữ Bá tước Luise Henriette xứ Nassau \| \| \| \| \| \| \| \| \| \| \| \| \| \| \| \| \| \| \| \| \| \| \| \| \| \| \| \| \| \| \| \| \| \| \| \| \| \| \| \| \| \| \| \| \| \| \| \| \| \| \| \| \| \| 19. Nữ Bá tước Amalia xứ Solms-Braunfels \| \| \| \| \| \| \| \| \| \| \| \| \| \| \| \| \| \| \| \| \| \| \| \| \| \| \| \| \| \| \| \| \| \| \| \| \| \| \| \| \| \| \| \| \| \| \| \| \| \| \| \| \| \| 2. Friedrich Wilhelm I của Phổ \| \| \| \| \| \| \| \| \| \| \| \| \| \| \| \| \| \| \| \| \| \| \| \| \| \| \| \| \| \| \| \| \| \| \| \| \| \| \| \| \| \| \| \| \| \| \| \| \| \| \| \| \| \| 20. Georg, Quận công xứ Brunswick-Lüneburg \| \| \| \| \| \| \| \| \| \| \| \| \| \| \| \| \| \| \| \| \| \| \| \| \| \| \| \| \| \| \| \| \| \| \| \| \| \| \| \| \| \| \| \| \| \| \| \| \| \| \| \| \| \| 10. Ernest Augustus, Tuyển hầu tước xứ Brunswick-Lüneburg \| \| \| \| \| \| \| \| \| \| \| \| \| \| \| \| \| \| \| \| \| \| \| \| \| \| \| \| \| \| \| \| \| \| \| \| \| \| \| \| \| \| \| \| \| \| \| \| \| \| \| \| \| \| 21. Nữ Bá tước Anne Eleonore xứ Hesse-Darmstadt \| \| \| \| \| \| \| \| \| \| \| \| \| \| \| \| \| \| \| \| \| \| \| \| \| \| \| \| \| \| \| \| \| \| \| \| \| \| \| \| \| \| \| \| \| \| \| \| \| \| \| \| \| \| 5. Công nương Sophia Charlotte xứ Hanover \| \| \| \| \| \| \| \| \| \| \| \| \| \| \| \| \| \| \| \| \| \| \| \| \| \| \| \| \| \| \| \| \| \| \| \| \| \| \| \| \| \| \| \| \| \| \| \| \| \| \| \| \| \| 22. Frederick V, Elector Palatine \| \| \| \| \| \| \| \| \| \| \| \| \| \| \| \| \| \| \| \| \| \| \| \| \| \| \| \| \| \| \| \| \| \| \| \| \| \| \| \| \| \| \| \| \| \| \| \| \| \| \| \| \| \| 11. Sophia của lãnh địa Sứ quân Tuyển hầu tước \| \| \| \| \| \| \| \| \| \| \| \| \| \| \| \| \| \| \| \| \| \| \| \| \| \| \| \| \| \| \| \| \| \| \| \| \| \| \| \| \| \| \| \| \| \| \| \| \| \| \| \| \| \| 23. Công chúa Elizabeth xứ Scotland \| \| \| \| \| \| \| \| \| \| \| \| \| \| \| \| \| \| \| \| \| \| \| \| \| \| \| \| \| \| \| \| \| \| \| \| \| \| \| \| \| \| \| \| \| \| \| \| \| \| \| \| \| \| 1. Hoàng tử August Wilhelm của Phổ \| \| \| \| \| \| \| \| \| \| \| \| \| \| \| \| \| \| \| \| \| \| \| \| \| \| \| \| \| \| \| \| \| \| \| \| \| \| \| \| \| \| \| \| \| \| \| \| \| \| \| \| \| \| 24. Georg, Quận công xứ Brunswick-Lüneburg =20, 28 \| \| \| \| \| \| \| \| \| \| \| \| \| \| \| \| \| \| \| \| \| \| \| \| \| \| \| \| \| \| \| \| \| \| \| \| \| \| \| \| \| \| \| \| \| \| \| \| \| \| \| \| \| \| 12. Ernest Augustus, Tuyển hầu tước xứ Brunswick-Lüneburg =10 \| \| \| \| \| \| \| \| \| \| \| \| \| \| \| \| \| \| \| \| \| \| \| \| \| \| \| \| \| \| \| \| \| \| \| \| \| \| \| \| \| \| \| \| \| \| \| \| \| \| \| \| \| \| 25. Nữ Bá tước Anne Eleonore xứ Hesse-Darmstadt =21, 29 \| \| \| \| \| \| \| \| \| \| \| \| \| \| \| \| \| \| \| \| \| \| \| \| \| \| \| \| \| \| \| \| \| \| \| \| \| \| \| \| \| \| \| \| \| \| \| \| \| \| \| \| \| \| 6. George I của Anh \| \| \| \| \| \| \| \| \| \| \| \| \| \| \| \| \| \| \| \| \| \| \| \| \| \| \| \| \| \| \| \| \| \| \| \| \| \| \| \| \| \| \| \| \| \| \| \| \| \| \| \| \| \| 26. Frederick V, Sức quân Tuyển hầu tước =22 \| \| \| \| \| \| \| \| \| \| \| \| \| \| \| \| \| \| \| \| \| \| \| \| \| \| \| \| \| \| \| \| \| \| \| \| \| \| \| \| \| \| \| \| \| \| \| \| \| \| \| \| \| \| 13. Sophia của lãnh địa Sứ quân Tuyển hầu tước =11 \| \| \| \| \| \| \| \| \| \| \| \| \| \| \| \| \| \| \| \| \| \| \| \| \| \| \| \| \| \| \| \| \| \| \| \| \| \| \| \| \| \| \| \| \| \| \| \| \| \| \| \| \| \| 27. Công chúa Elizabeth xứ Scotland =23 \| \| \| \| \| \| \| \| \| \| \| \| \| \| \| \| \| \| \| \| \| \| \| \| \| \| \| \| \| \| \| \| \| \| \| \| \| \| \| \| \| \| \| \| \| \| \| \| \| \| \| \| \| \| 3. Sophia Dorothea của Đại Anh \| \| \| \| \| \| \| \| \| \| \| \| \| \| \| \| \| \| \| \| \| \| \| \| \| \| \| \| \| \| \| \| \| \| \| \| \| \| \| \| \| \| \| \| \| \| \| \| \| \| \| \| \| \| 28. George, Quận công xứ Brunswick-Lüneburg =20, 24 \| \| \| \| \| \| \| \| \| \| \| \| \| \| \| \| \| \| \| \| \| \| \| \| \| \| \| \| \| \| \| \| \| \| \| \| \| \| \| \| \| \| \| \| \| \| \| \| \| \| \| \| \| \| 14. Georg Wilhelm, Quận công xứ Brunswick-Lüneburg \| \| \| \| \| \| \| \| \| \| \| \| \| \| \| \| \| \| \| \| \| \| \| \| \| \| \| \| \| \| \| \| \| \| \| \| \| \| \| \| \| \| \| \| \| \| \| \| \| \| \| \| \| \| 29. Nữ Bá tước Anne Eleonore xứ Hesse-Darmstadt =21, 25 \| \| \| \| \| \| \| \| \| \| \| \| \| \| \| \| \| \| \| \| \| \| \| \| \| \| \| \| \| \| \| \| \| \| \| \| \| \| \| \| \| \| \| \| \| \| \| \| \| \| \| \| \| \| 7. Sophia Dorothea xứ Celle \| \| \| \| \| \| \| \| \| \| \| \| \| \| \| \| \| \| \| \| \| \| \| \| \| \| \| \| \| \| \| \| \| \| \| \| \| \| \| \| \| \| \| \| \| \| \| \| \| \| \| \| \| \| 30. Alexandre d'Esmier d'Olbreuse \| \| \| \| \| \| \| \| \| \| \| \| \| \| \| \| \| \| \| \| \| \| \| \| \| \| \| \| \| \| \| \| \| \| \| \| \| \| \| \| \| \| \| \| \| \| \| \| \| \| \| \| \| \| 15. Éléonore Desmier d'Olbreuse \| \| \| \| \| \| \| \| \| \| \| \| \| \| \| \| \| \| \| \| \| \| \| \| \| \| \| \| \| \| \| \| \| \| \| \| \| \| \| \| \| \| \| \| \| \| \| \| \| \| \| \| \| \| 31. Jacquette Poussard du Bas Vandré \| \| \| \| \| \| \| \| \| \| \| \| \| \| \| \| \| \| \| \| \| \| \| \| \| \| \| \| \| \| \| \| \| \| \| \| \| \| \| \| \| \| \| \| \| \| \| \| \| \| \| \| |                                                               |  |  |  |  |  |  |  |  |  |  |  |  |  |  |  |
| |                                                               |  |  |  |  |  |  |  |  |  |  |  |  |  |  |  |
| | 16. Georg Wilhelm, Tuyển hầu tước xứ Brandenburg              |  |  |  |  |  |  |  |  |  |  |  |  |  |  |  |
| |                                                               |  |  |  |  |  |  |  |  |  |  |  |  |  |  |  |
| |                                                               |  |  |  |  |  |  |  |  |  |  |  |  |  |  |  |
| | 8. Friedrich Wilhelm I xứ Brandenburg                         |  |  |  |  |  |  |  |  |  |  |  |  |  |  |  |
| |                                                               |  |  |  |  |  |  |  |  |  |  |  |  |  |  |  |
| |                                                               |  |  |  |  |  |  |  |  |  |  |  |  |  |  |  |
| | 17. Elizabeth Charlotte của lãnh địa Sứ qthe Palatinate       |  |  |  |  |  |  |  |  |  |  |  |  |  |  |  |
| |                                                               |  |  |  |  |  |  |  |  |  |  |  |  |  |  |  |
| |                                                               |  |  |  |  |  |  |  |  |  |  |  |  |  |  |  |
| | 4. Friedrich I của Phổ                                        |  |  |  |  |  |  |  |  |  |  |  |  |  |  |  |
| |                                                               |  |  |  |  |  |  |  |  |  |  |  |  |  |  |  |
| |                                                               |  |  |  |  |  |  |  |  |  |  |  |  |  |  |  |
| | 18. Frederick Henry, Vương công xứ Orange                     |  |  |  |  |  |  |  |  |  |  |  |  |  |  |  |
| |                                                               |  |  |  |  |  |  |  |  |  |  |  |  |  |  |  |
| |                                                               |  |  |  |  |  |  |  |  |  |  |  |  |  |  |  |
| | 9. Nữ Bá tước Luise Henriette xứ Nassau                       |  |  |  |  |  |  |  |  |  |  |  |  |  |  |  |
| |                                                               |  |  |  |  |  |  |  |  |  |  |  |  |  |  |  |
| |                                                               |  |  |  |  |  |  |  |  |  |  |  |  |  |  |  |
| | 19. Nữ Bá tước Amalia xứ Solms-Braunfels                      |  |  |  |  |  |  |  |  |  |  |  |  |  |  |  |
| |                                                               |  |  |  |  |  |  |  |  |  |  |  |  |  |  |  |
| |                                                               |  |  |  |  |  |  |  |  |  |  |  |  |  |  |  |
| | 2. Friedrich Wilhelm I của Phổ                                |  |  |  |  |  |  |  |  |  |  |  |  |  |  |  |
| |                                                               |  |  |  |  |  |  |  |  |  |  |  |  |  |  |  |
| |                                                               |  |  |  |  |  |  |  |  |  |  |  |  |  |  |  |
| | 20. Georg, Quận công xứ Brunswick-Lüneburg                    |  |  |  |  |  |  |  |  |  |  |  |  |  |  |  |
| |                                                               |  |  |  |  |  |  |  |  |  |  |  |  |  |  |  |
| |                                                               |  |  |  |  |  |  |  |  |  |  |  |  |  |  |  |
| | 10. Ernest Augustus, Tuyển hầu tước xứ Brunswick-Lüneburg     |  |  |  |  |  |  |  |  |  |  |  |  |  |  |  |
| |                                                               |  |  |  |  |  |  |  |  |  |  |  |  |  |  |  |
| |                                                               |  |  |  |  |  |  |  |  |  |  |  |  |  |  |  |
| | 21. Nữ Bá tước Anne Eleonore xứ Hesse-Darmstadt               |  |  |  |  |  |  |  |  |  |  |  |  |  |  |  |
| |                                                               |  |  |  |  |  |  |  |  |  |  |  |  |  |  |  |
| |                                                               |  |  |  |  |  |  |  |  |  |  |  |  |  |  |  |
| | 5. Công nương Sophia Charlotte xứ Hanover                     |  |  |  |  |  |  |  |  |  |  |  |  |  |  |  |
| |                                                               |  |  |  |  |  |  |  |  |  |  |  |  |  |  |  |
| |                                                               |  |  |  |  |  |  |  |  |  |  |  |  |  |  |  |
| | 22. Frederick V, Elector Palatine                             |  |  |  |  |  |  |  |  |  |  |  |  |  |  |  |
| |                                                               |  |  |  |  |  |  |  |  |  |  |  |  |  |  |  |
| |                                                               |  |  |  |  |  |  |  |  |  |  |  |  |  |  |  |
| | 11. Sophia của lãnh địa Sứ quân Tuyển hầu tước                |  |  |  |  |  |  |  |  |  |  |  |  |  |  |  |
| |                                                               |  |  |  |  |  |  |  |  |  |  |  |  |  |  |  |
| |                                                               |  |  |  |  |  |  |  |  |  |  |  |  |  |  |  |
| | 23. Công chúa Elizabeth xứ Scotland                           |  |  |  |  |  |  |  |  |  |  |  |  |  |  |  |
| |                                                               |  |  |  |  |  |  |  |  |  |  |  |  |  |  |  |
| |                                                               |  |  |  |  |  |  |  |  |  |  |  |  |  |  |  |
| | 1. Hoàng tử August Wilhelm của Phổ                            |  |  |  |  |  |  |  |  |  |  |  |  |  |  |  |
| |                                                               |  |  |  |  |  |  |  |  |  |  |  |  |  |  |  |
| |                                                               |  |  |  |  |  |  |  |  |  |  |  |  |  |  |  |
| | 24. Georg, Quận công xứ Brunswick-Lüneburg =20, 28            |  |  |  |  |  |  |  |  |  |  |  |  |  |  |  |
| |                                                               |  |  |  |  |  |  |  |  |  |  |  |  |  |  |  |
| |                                                               |  |  |  |  |  |  |  |  |  |  |  |  |  |  |  |
| | 12. Ernest Augustus, Tuyển hầu tước xứ Brunswick-Lüneburg =10 |  |  |  |  |  |  |  |  |  |  |  |  |  |  |  |
| |                                                               |  |  |  |  |  |  |  |  |  |  |  |  |  |  |  |
| |                                                               |  |  |  |  |  |  |  |  |  |  |  |  |  |  |  |
| | 25. Nữ Bá tước Anne Eleonore xứ Hesse-Darmstadt =21, 29       |  |  |  |  |  |  |  |  |  |  |  |  |  |  |  |
| |                                                               |  |  |  |  |  |  |  |  |  |  |  |  |  |  |  |
| |                                                               |  |  |  |  |  |  |  |  |  |  |  |  |  |  |  |
| | 6. George I của Anh                                           |  |  |  |  |  |  |  |  |  |  |  |  |  |  |  |
| |                                                               |  |  |  |  |  |  |  |  |  |  |  |  |  |  |  |
| |                                                               |  |  |  |  |  |  |  |  |  |  |  |  |  |  |  |
| | 26. Frederick V, Sức quân Tuyển hầu tước =22                  |  |  |  |  |  |  |  |  |  |  |  |  |  |  |  |
| |                                                               |  |  |  |  |  |  |  |  |  |  |  |  |  |  |  |
| |                                                               |  |  |  |  |  |  |  |  |  |  |  |  |  |  |  |
| | 13. Sophia của lãnh địa Sứ quân Tuyển hầu tước =11            |  |  |  |  |  |  |  |  |  |  |  |  |  |  |  |
| |                                                               |  |  |  |  |  |  |  |  |  |  |  |  |  |  |  |
| |                                                               |  |  |  |  |  |  |  |  |  |  |  |  |  |  |  |
| | 27. Công chúa Elizabeth xứ Scotland =23                       |  |  |  |  |  |  |  |  |  |  |  |  |  |  |  |
| |                                                               |  |  |  |  |  |  |  |  |  |  |  |  |  |  |  |
| |                                                               |  |  |  |  |  |  |  |  |  |  |  |  |  |  |  |
| | 3. Sophia Dorothea của Đại Anh                                |  |  |  |  |  |  |  |  |  |  |  |  |  |  |  |
| |                                                               |  |  |  |  |  |  |  |  |  |  |  |  |  |  |  |
| |                                                               |  |  |  |  |  |  |  |  |  |  |  |  |  |  |  |
| | 28. George, Quận công xứ Brunswick-Lüneburg =20, 24           |  |  |  |  |  |  |  |  |  |  |  |  |  |  |  |
| |                                                               |  |  |  |  |  |  |  |  |  |  |  |  |  |  |  |
| |                                                               |  |  |  |  |  |  |  |  |  |  |  |  |  |  |  |
| | 14. Georg Wilhelm, Quận công xứ Brunswick-Lüneburg            |  |  |  |  |  |  |  |  |  |  |  |  |  |  |  |
| |                                                               |  |  |  |  |  |  |  |  |  |  |  |  |  |  |  |
| |                                                               |  |  |  |  |  |  |  |  |  |  |  |  |  |  |  |
| | 29. Nữ Bá tước Anne Eleonore xứ Hesse-Darmstadt =21, 25       |  |  |  |  |  |  |  |  |  |  |  |  |  |  |  |
| |                                                               |  |  |  |  |  |  |  |  |  |  |  |  |  |  |  |
| |                                                               |  |  |  |  |  |  |  |  |  |  |  |  |  |  |  |
| | 7. Sophia Dorothea xứ Celle                                   |  |  |  |  |  |  |  |  |  |  |  |  |  |  |  |
| |                                                               |  |  |  |  |  |  |  |  |  |  |  |  |  |  |  |
| |                                                               |  |  |  |  |  |  |  |  |  |  |  |  |  |  |  |
| | 30. Alexandre d'Esmier d'Olbreuse                             |  |  |  |  |  |  |  |  |  |  |  |  |  |  |  |
| |                                                               |  |  |  |  |  |  |  |  |  |  |  |  |  |  |  |
| |                                                               |  |  |  |  |  |  |  |  |  |  |  |  |  |  |  |
| | 15. Éléonore Desmier d'Olbreuse                               |  |  |  |  |  |  |  |  |  |  |  |  |  |  |  |
| |                                                               |  |  |  |  |  |  |  |  |  |  |  |  |  |  |  |
| |                                                               |  |  |  |  |  |  |  |  |  |  |  |  |  |  |  |
| | 31. Jacquette Poussard du Bas Vandré                          |  |  |  |  |  |  |  |  |  |  |  |  |  |  |  |
| |                                                               |  |  |  |  |  |  |  |  |  |  |  |  |  |  |  |
| |                                                               |  |  |  |  |  |  |  |  |  |  |  |  |  |  |  |